# Ulica Marka Czeremszyny we Lwowie
Ulica Marka Czeremszyny (j.ukr. Вулиця Марка Черемшини) – ulica we Lwowie, w dzielnicy Cetnerówka, w rejonie łyczakowskim.

## Przebieg
Ulica rozpoczyna się od ulicy Łyczakowskiej na wysokości posesji numer 119 i biegnie na południe. Kończy się wejściem głównym do ogrodu botanicznego. Poprzez ulicę Stefana Banacha istnieje połączenie z Pohulanką i pętlą linii tramwajowej nr 7.

## Historia nazwy
Pierwszą używaną nazwą była „Łyczakowska Boczna”, w 1871 ulica otrzymała nazwę Cetnerowska i nosiła ją do 1936, gdy zmieniono ją na Zbigniewa Dunin-Wąsowicza. W 1943 władze niemieckie w ramach zastępowania polskich nazw nowymi, wybrały dla tej ulicy jako patrona Petro Doroszenkę. W lipcu 1944 władze radzieckie na krótko przywróciły poprzedniego patrona, aby w październiku 1945 roku nadać tej ulicy nazwę Chorolska, a w grudniu ponownie zaczęto używać nazwy Zbigniewa Dunin-Wąsowicza. Obecna nazwa została ustanowiona w 1946, patronem jest Marko Czeremszyna (1874-1927) – ukraiński pisarz.

## Zabudowa
- "3" - budynek, który podczas przebudowy w 2004 utracił formy klasycystyczne. Parterowy, posiada niszę w której znajduje się figura św. Floriana, powstała prawdopodobnie w pracowni Jana Schimsera. Julij Briulow podczas swoich badań ustalił, że wyrzeźbił ją w 1874 Franciszek Szczudłowski[1][2].
- "17" – stadion Skif, wybudowany w 1897 jako stadion Sokoła przez firmę Jana Lewińskiego według projektu przypisywanego Kazimierzowi Mokłowskiemu. Budynki zaplecza wybudowano w latach 50. XX wieku[3].
- "31" – kompleks sportowy Uniwersytetu Lwowskiego wybudowany na początku lat 70. XX wieku, wcześniej po 1960 powstał tu stadion lekkoatletyczny.
- "44" – Ogród botaniczny Uniwersytetu Lwowskiego im. Iwana Franki.